# 이라부 히데키
이라부 히데키(일본어: 伊良部 秀輝, 1969년 5월 5일 ~ 2011년 7월 27일)는 일본의 전 프로 야구 선수이다.

## 인물

### 프로 입단 전
오키나와현 미야코지마시에서 태어나 효고현 아마가사키시에서 자랐으며 초등학교와 중학교를 졸업한 후 가가와현으로 이사갔다. 진세이가쿠엔 고등학교에 진학했고 1986년과 1987년의 전국 고등학교 야구 선수권 대회에 2년 연속으로 출전했다. 그 후 1987년의 프로 야구 드래프트 회의에서 지바 롯데 마린스로부터 1순위 지명을 받고 입단했다.

### 지바 롯데 마린스 시절
입단 1년차부터 1군에서의 마운드를 경험했고 무라타 조지, 마에다 유키나가 등과 함께 투수진의 일원으로 활동했다. 입단 2년차인 1989년에는 세이부 라이온스의 기요하라 가즈히로와 상대하면서 최고 시속 156 km/h의 강속구를 측정하였는데 당시의 구속은 일본 프로 야구계에서도 화제가 되었지만 공의 컨트롤이 나쁘거나 카운트가 나쁘게 나오면 몽둥이를 맞는 등 프로 입단한 직후 수 년동안 시행착오를 겪는 때가 많았다. 기용법도 선발과 구원 등 일정하지 않았다.
1993년, 니혼햄 파이터스의 오사와 게이지 감독은 언론을 통해 “마쿠하리의 해변에서 이라부 해파리에게 찔린, 이테테테(イテテテ) …” 라고 말한 것으로부터 ‘이라부 해파리’(伊良部クラゲ)라는 별명이 붙게 되었다. 같은 해 5월 3일 세이부의 기요하라와 상대하면서 158 km/h의 강속구를 던졌고 이후 기요하라와의 대결은 ‘헤이세이의 명승부’라고 칭해질 정도로 투구 감각이 안정되었고 기용법도 선발 로테이션 투수로 고정되었다.
이듬해 1994년, 시즌 15승과 239개의 탈삼진을 기록하면서 다승왕과 최다 탈삼진 타이틀을 동시에 석권했고 바비 밸런타인 감독 시대인 1995년에도 고미야마 사토루, 에릭 힐만과 함께 선발 투수진의 기둥으로서 만년 최하위였던 팀을 2위로 끌어올리는 데에 기여했다. 같은 해 최고 평균자책점과 2년 연속인 최다 탈삼진 타이틀을 동시에 차지했고 4경기 연속 두 자릿수 탈삼진을 2년 연속으로 기록했다. 다음해인 1996년에는 2년 연속으로 최고 평균자책점 타이틀을 획득했지만 경기 도중 강판하라는 지시에 격노를 하면서 글러브와 모자를 벗어 덕아웃에서 내팽개치는 행동을 하는 등의 말썽을 일으킨 적도 많았다.
1996년 시즌 종료 후 메이저 리그에 진출하겠다는 의사를 밝혀 구단 측은 샌디에이고 파드리스 구단에 이라부의 보유권을 영구적으로 양도하는 계약을 주고 받았다. 이에 대해 이라부는 “핀스트라이프의 유니폼의 무게라고 하는 것은 야구를 경험한 사람 밖에 모른다”라고 주장해 어디까지나 뉴욕 양키스의 입단에 고집하면서 대리인인 단 노무라를 고용하기도 했다. 대형 트레이드를 내걸어 최종적으로 ‘삼각(三角) 트레이드’라는 형태로 뉴욕 양키스로 방향을 틀었고(이라부 메이저 리그 이적 소동을 참조) 아시아인 최초로 뉴욕 양키스에 입단하였다.

### 메이저 리그 시절

#### 뉴욕 양키스
이듬해 1997년 5월 뉴욕 양키스에 입단하면서 메이저 리그의 첫 등판이자 첫 선발 등판이 된 7월 10일의 디트로이트 타이거스전에서는 최고 속도 98 mph(약 158 km/h)의 속구와 포크볼을 주무기로 6과 2/3이닝의 5안타 2실점, 9개의 탈삼진을 기록하여 메이저 리그에서의 첫 승리를 거뒀다. 이후 기대 이상의 활약을 하면서 구단주인 조지 스타인브레너로부터 ‘일본제 놀런 라이언’이라고 극찬했으며 본인(이라부)에 앞서 니시무라 사다아키가 1953년 말 해당 팀(양키스) 스카우트 제의를 받았지만 미하라 오사무 당시 니시테츠 감독이 반대해 무산됐다.

메이저 리그 생활 2년째인 1998년에는 스프링 트레이닝에서 오른쪽 팔꿈치를 다친 것에 의해 100개의 투구수 제한을 지시받아 개막전 엔트리에 합류하여 선발 로테이션의 일원으로 활약을 했다. 5월 하순에는 평균자책점이 리그 상위권에 들어서면서 5월에는 4승 1패, 평균자책점 1.44, WHIP 1.05의 성적을 기록하여 월간 MVP를 수상했다. 그러나 6월에는 컨디션이 떨어지면서 올스타전에 출전하지 못했지만 14경기에 선발 등판해 6승 3패, 평균자책점 2.91, WHIP 1.23의 성적을 남겨 전반기를 마감했다. 그러나 후반기에서는 1경기에만 구원으로 등판한 것을 포함한 15경기에 등판하여 7승 6패, 평균자책점 5.21, WHIP 1.35를 기록하는 등 전반기보다 성적이 떨어졌다. 포스트시즌에서의 등판 기회는 없었지만 팀은 월드 시리즈를 제패하면서 아시아인 선수로서는 처음으로 우승을 경험하게 되었다.
1999년 스프링 트레이닝 마지막 날에 있은 경기에서 1루 베이스 커버를 소흘히 했다는 이유로 조지 스타인브레너로부터 “그는 살찐 두꺼비다. 1루 베이스 커버를 소흘히 한 것은 있을 수 없다”라고 비판을 받았는데 개막 초에는 중간 계투로서 기용되었다. 5월 2일의 캔자스시티 로열스전에서는 선발에 복귀했고 7일의 시애틀 매리너스전에서는 스즈키 마코토와의 사상 최초로 일본인 선수끼리에 의한 투수전을 펼쳤고 7이닝을 4안타 1실점, 5개의 탈삼진을 기록하여 승리 투수가 된다.
13일 로스앤젤레스 에인절스전에서는 하세가와 시게토시와의 투수전이 있었고 7월에는 4승 무패, 평균자책점 2.64, WHIP 1.08의 성적을 나타내며 메이저 리그에서의 통산 두 번째로 월간 MVP를 수상했다. 양키 스타디움에서의 경기에서 1루 베이스 커버에 들어간 아웃을 취했을 때에는 관중석에서 기립 박수가 터져나왔다. 그러나 8월 중순부터는 5연패를 당했고 후반기에서는 1경기에만 구원으로 등판한 것을 포함한 15경기에 등판하여 5승 4패, 평균자책점 5.60, WHIP 1.50의 성적을 남겼다. 포스트 시즌에서는 보스턴 레드삭스와의 리그 챔피언십 시리즈 3차전에서는 3회 무사 1루의 상황에서 등판했지만 4와 2/3이닝을 던져 13개의 안타와 1홈런 8실점을 기록하여 부진했다. 팀은 2년 연속이 되는 월드 시리즈 제패를 달성했고 두 번째의 챔피언 링을 손에 넣었다.
1999년 시즌 종료 후 테드 릴리, 크리스티안 파커, 제이크 웨스트브룩과의 맞트레이드로 몬트리올 엑스포스로 이적하였고 양키스와 맺은 나머지의 계약에 더하여 1년 250만 달러+성과급 지급으로의 내후년 계약도 연장했다.

#### 몬트리올 엑스포스
2000년에는 시즌 개막 이후부터 컨디션이 좋지 않았고 4월 26일의 샌디에이고 파드리스전 이후 오른쪽 무릎에 부상을 당하면서 수술을 받았다. 7월 27일 뉴욕 메츠전에서는 복귀했지만 경기 종료 후 오른쪽 팔꿈치의 통증을 일으켜 8월 15일에 수술을 받아 그대로 시즌을 마감했다.
이듬해 2001년에는 스프링 트레이닝 도중 오른쪽 무릎과 오른쪽 팔꿈치에 통증을 호소하여 부상자 명단에 오른 채 시즌 개막을 맞이했다. 5월 31일 필라델피아 필리스전에서는 복귀하였는데 6월 17일에 팔꿈치 통증이 재발되면서 인대 부분이 파열되었다는 진단을 받아 수술은 피한 채 재활 훈련을 계속하고 있었지만 8월 26일에는 원정장소에서 팀 동료와 함께 식사했을 당시 과음한 채 의식 불명인 상태로 병원에 입원했다. 이 일로 인해 8월 29일에는 구단 측으로부터 7일간의 근신 처분을 받았고 9월 6일에 방출되었다. 오프에는 푸에르토리코에서 열린 윈터 리그에 참가해 5승 3패, 평균자책점 2.34의 성적을 기록했고 12월 27일에는 텍사스 레인저스와의 마이너 계약을 맺었다.

#### 텍사스 레인저스
2002년에는 스프링 트레이닝에 초대 선수로서 참가해 중간 계투로서 메이저 리그에 합류하였다. 4월 6일의 LA 에인절스전에서는 박찬호의 부진에 의해 선발로 등판했고 13일의 시애틀 매리너스전에서는 스즈키 이치로와 맞대결을 펼쳤다. 17일의 LA 에인절스전에서는 3점을 리드하고 있는 9회에 등판하여 1993년 이후 9년 만이 되는 메이저 리그에서의 첫세이브를 기록했고 그 후 마무리로서는 5월 중순까지 1승 10세이브, 평균자책점 0.64, WHIP 0.92의 호투를 계속하였다. 그러나 6월부터는 뚜렷한 활약을 보여주지 못한 채 평균자책점이 8.44라는 저조한 성적을 남겼고 7월 15일에 폐혈전이 발견돼 시즌을 마쳤다.

### 한신 타이거스 시절
2002년의 오프에는 일본 야구계에 복귀하겠다는 의사를 밝히면서 이 상황을 예의 주시한 한신 타이거스가 이라부와의 입단 교섭을 실시하면서 한신에 입단했다. 호시노 센이치 감독은 애초에 이라부를 중간 계투를 맡기고 싶었지만 본인의 희망에 의해 선발을 맡았다. 이듬해 2003년에는 13승을 기록하면서 한신의 18년 만의 리그 우승 달성에 기여했고 동시에 올스타전에도 출전했다. 그러나 후반기에 구위력이 떨어질 정도의 뚜렷한 성적을 남길 수 없었을 뿐만 아니라 일본 시리즈에서도 2차전과 6차전에서의 총 2경기에 선발로 등판했지만 소프트뱅크 호크스의 기동력에 농락당하면서 모두 패전 투수가 되었다.
2004년은 개막 이후 일찌감치 전년도 일본 시리즈에서 드러낸 세트 포지션에서의 허점(도루를 막는 견제가 서투른 점)을 드러내 3경기의 등판에만 그쳤고 평균자책점도 13.11을 기록할 정도의 부진을 겪는 등 오프에 방출 통보를 받았다. 이듬해 2005년 3월 상순에는 현역을 은퇴하겠다는 의사를 밝혀 4월 6일에 이 사실이 오카다 아키노부 감독에 의해서 밝혀졌다.

### 은퇴 후
현역 은퇴 후 다시 미국으로 건너가 영주 허가서(외국인 영구 거주권)를 신청하면서 이후에 영주권을 취득해 사업가로 변신했다.
고교 시절 친구와 함께 캘리포니아주 로스앤젤레스 시내에서 우동 전문점인 ‘SUPER UDON’을 개업하면서 제2의 인생을 열었는데 그 후 경영난으로 2008년 경에 폐업했다.

### 현역 복귀
현역으로 복귀하는 것을 목표를 두어 트레이닝을 실시했고 한신에서 방출된 지 5년 만인 2009년 4월 27일에는 미국 독립 리그팀인 골든 베이스볼 리그의 롱비치 아마다에 입단(월급 1,500달러)하여 다시 현역 선수로 복귀했다.
2009년 8월에는 시코쿠 규슈 아일랜드 리그의 고치 파이팅 독스에 입단(월급 16 ~ 18만 엔)하였지만 같은 해 9월에는 오른쪽 손목에 부상을 당했다. 시즌 도중의 복귀가 어려워지면서 이라부의 희망에 의해 계약이 해제됨과 동시에 팀을 떠났다. 고치 파이팅 독스에서의 성적은 2경기(12이닝)에 등판해 승패없이 6개의 탈삼진과 11개의 사사구로 5.25의 평균자책점을 기록했다.
이듬해 2010년 1월 19일에는 자신의 블로그를 통해 은퇴하겠다는 의사를 밝혀 현역 선수에서 완전히 은퇴하게 되었다.

### 사건들
2008년 8월, 오사카시 기타구에 소재하고 있는 술집에서 술을 마신 뒤 신용 카드가 승인되지 않았다는 이유로 술집 바텐더에게 욕설을 퍼부어 폭력을 휘두르다가 현행범으로 체포되었는데 10월 16일에는 검찰에 송치되었지만 불기소 처분을 받았다. 2년 뒤인 2010년 5월 17일에는 미국 로스앤젤레스 교외에서 음주 운전을 하다가 경찰에 적발되기도 했다.
뉴욕 양키스에서 활약할 당시 이라부의 사생활과 관련된 여러 잡음이 있었을 뿐만 아니라 몬트리올 시절 때에도 음주 운전으로 출장 정지 중징계가 내려진 적도 있어 순탄찮은 세월을 보내기도 했다.

### 사망
2011년 7월 27일, 로스앤젤레스 근교의 자택에서 숨진 채로 발견되면서(향년 43세) 현지 경찰은 사인을 자살로 추정했고 유서는 발견되지 않았지만 자살의 원인은 앞에서 말한 것처럼 우동 전문점의 경영난으로 인해 폐업한 것과 사망 한 달전에 부인과 헤어지면서 혼자 생활하는 등 정신적인 스트레스와 우울증을 겪고 있었던 것으로 추정했다.
또 이라부 본인은 은퇴 후 고향인 일본에서 지도자의 길을 걷고 싶다는 의지를 나타내고 있었지만 일본 야구계에서는 이를 받아들여지지 않아 끝내 지도자와 야구 평론가의 꿈을 이룰 수 없게 되면서 야구인으로서의 장래에 불안감을 느끼고 있었다는 얘기도 있었다.

## 출신 학교
- 진세이가쿠엔 고등학교

## 선수 경력
NPB
- 지바 롯데 마린스(1988년 ~ 1996년)
- 한신 타이거스(2003년 ~ 2004년)

MLB
- 뉴욕 양키스(1997년 ~ 1999년)
- 몬트리올 엑스포스(2000년 ~ 2001년)
- 텍사스 레인저스(2002년)

## 수상·타이틀 경력

### 타이틀
NPB
- 다승왕 : 1회(1994년)
- 최다 탈삼진 : 2회(1994년, 1995년)
- 최고 평균자책점 : 2회(1995년, 1996년)

### 수상
NPB
- 베스트 나인 : 2회(1994년, 1995년)
- 월간 MVP : 5회(1993년 9월, 1995년 7월, 1995년 9월, 1996년 8월, 2003년 5월)
- IBM 플레이어오브더이어상 : 1회(1994년)

MLB
- 메이저 리그 이달의 선수 : 2회(1998년 5월, 1999년 7월)

## 개인 기록

### 첫 기록
- 첫 등판·첫 선발 : 1988년 5월 7일, 대 세이부 라이온스 5차전(가와사키 구장)
- 첫 탈삼진 : 상동.
- 첫 승리 : 1988년 8월 14일, 대 한큐 브레이브스 13차전(가와사키 구장)
- 첫 세이브 : 1988년 10월 20일, 대 난카이 호크스 26차전(가와사키 구장)
- 첫 완투 승리 : 1990년 8월 10일, 대 긴테쓰 버펄로스 15차전(후지이데라 구장)
- 첫 완봉 승리 : 1994년 4월 22일, 대 닛폰햄 파이터스 3차전(지바 마린 스타디움)

### 기록 달성 경력
- 통산 1000투구회 : 1996년 5월 17일, 대 닛폰햄 파이터스 7차전(지바 마린 스타디움) ※역대 267번째.
- 통산 1000탈삼진 : 상동. ※역대 96번째.

### 기타
- 올스타전 출장 : 4회(1994년 ~ 1996년, 2003년)

## 등번호
- 18(1988년 ~ 1996년)
- 35(1997년)
- 14(1998년 ~ 2001년)
- 45(2002년)
- 41(2003년 ~ 2004년)
- 14(2009년 도중)

## 연도별 성적
| 연도       | 소속            | 등 판 | 선 발 | 완 투 | 완 봉 | 무 볼 넷 | 승 리 | 패 전 | 세 이 브 | 홀 드 | 승 률 | 타 자 | 투 구 회 | 피 안 타 | 피 홈 런 | 볼 넷 | 고의 사구 | 死 구 | 탈 삼 진 | 폭 투 | 보 크 | 실 점 | 자 책 점 | 평균 자책점 | WHIP |
| ---------- | --------------- | ----- | ----- | ----- | ----- | -------- | ----- | ----- | -------- | ----- | ----- | ----- | -------- | -------- | -------- | ----- | --------- | ----- | -------- | ----- | ----- | ----- | -------- | ----------- | ---- |
| 1988년     | 롯데· 지바 롯데 | 14    | 6     | 0     | 0     | 0        | 2     | 5     | 1        | --    | .286  | 162   | 39.1     | 30       | 7        | 18    | 0         | 1     | 21       | 1     | 1     | 19    | 17       | 3.89        | 1.22 |
| 1989년     | 롯데· 지바 롯데 | 33    | 2     | 0     | 0     | 0        | 0     | 2     | 9        | --    | .000  | 211   | 51.0     | 37       | 1        | 27    | 0         | 2     | 50       | 6     | 0     | 20    | 20       | 3.53        | 1.25 |
| 1990년     | 롯데· 지바 롯데 | 34    | 11    | 4     | 0     | 0        | 8     | 5     | 0        | --    | .615  | 544   | 123.2    | 110      | 6        | 72    | 1         | 7     | 102      | 12    | 2     | 58    | 52       | 3.78        | 1.47 |
| 1991년     | 롯데· 지바 롯데 | 24    | 16    | 2     | 0     | 0        | 3     | 8     | 0        | --    | .273  | 471   | 100.2    | 110      | 20       | 70    | 0         | 1     | 78       | 10    | 1     | 78    | 77       | 6.88        | 1.79 |
| 1992년     | 롯데· 지바 롯데 | 28    | 4     | 0     | 0     | 0        | 0     | 5     | 0        | --    | .000  | 336   | 77.0     | 78       | 2        | 37    | 0         | 1     | 55       | 4     | 1     | 38    | 33       | 3.86        | 1.49 |
| 1993년     | 롯데· 지바 롯데 | 32    | 14    | 6     | 0     | 0        | 8     | 7     | 1        | --    | .533  | 592   | 142.1    | 125      | 11       | 58    | 0         | 6     | 160      | 6     | 1     | 59    | 49       | 3.10        | 1.29 |
| 1994년     | 롯데· 지바 롯데 | 27    | 26    | 16    | 1     | 0        | 15    | 10    | 0        | --    | .600  | 870   | 207.1    | 170      | 16       | 94    | 2         | 6     | 239      | 13    | 2     | 77    | 70       | 3.04        | 1.27 |
| 1995년     | 롯데· 지바 롯데 | 28    | 27    | 9     | 2     | 2        | 11    | 11    | 0        | --    | .500  | 835   | 203.0    | 156      | 9        | 72    | 1         | 9     | 239      | 11    | 1     | 70    | 57       | 2.53        | 1.12 |
| 1996년     | 롯데· 지바 롯데 | 23    | 23    | 3     | 0     | 0        | 12    | 6     | 0        | --    | .667  | 639   | 157.1    | 108      | 7        | 59    | 0         | 3     | 167      | 7     | 4     | 56    | 42       | 2.40        | 1.06 |
| 1997년     | NYY             | 13    | 9     | 0     | 0     | 0        | 5     | 4     | 0        | --    | .556  | 246   | 53.1     | 69       | 15       | 20    | 0         | 1     | 56       | 4     | 3     | 47    | 42       | 7.09        | 1.67 |
| 1998년     | NYY             | 29    | 28    | 2     | 1     | 0        | 13    | 9     | 0        | --    | .591  | 732   | 173.0    | 148      | 27       | 76    | 1         | 9     | 126      | 6     | 1     | 78    | 78       | 4.06        | 1.29 |
| 1999년     | NYY             | 32    | 27    | 2     | 1     | 0        | 11    | 7     | 0        | 0     | .611  | 733   | 169.1    | 180      | 26       | 46    | 0         | 6     | 133      | 7     | 0     | 98    | 91       | 4.84        | 1.33 |
| 2000년     | MON             | 11    | 11    | 0     | 0     | 0        | 2     | 5     | 0        | 0     | .286  | 247   | 54.2     | 77       | 9        | 14    | 0         | 1     | 42       | 5     | 2     | 45    | 44       | 7.24        | 1.66 |
| 2001년     | MON             | 3     | 3     | 0     | 0     | 0        | 0     | 2     | 0        | 0     | .000  | 74    | 16.2     | 22       | 3        | 3     | 0         | 0     | 18       | 0     | 0     | 9     | 9        | 4.86        | 1.50 |
| 2002년     | TEX             | 38    | 2     | 0     | 0     | 0        | 3     | 8     | 16       | 2     | .273  | 204   | 47.0     | 51       | 11       | 16    | 2         | 1     | 30       | 3     | 0     | 30    | 30       | 5.74        | 1.43 |
| 2003년     | 한신            | 27    | 27    | 3     | 0     | 0        | 13    | 8     | 0        | --    | .619  | 730   | 173.0    | 186      | 24       | 47    | 0         | 6     | 164      | 4     | 0     | 77    | 74       | 3.85        | 1.35 |
| 2004년     | 한신            | 3     | 3     | 0     | 0     | 0        | 0     | 2     | 0        | --    | .000  | 62    | 11.2     | 26       | 5        | 4     | 0         | 1     | 7        | 0     | 1     | 19    | 17       | 13.11       | 2.57 |
| NPB : 11년 | NPB : 11년      | 273   | 159   | 43    | 3     | 2        | 72    | 69    | 11       | --    | .511  | 5452  | 1286.1   | 1136     | 108      | 558   | 4         | 43    | 1282     | 74    | 14    | 560   | 508      | 3.55        | 1.32 |
| MLB : 6년  | MLB : 6년       | 126   | 80    | 4     | 2     | 0        | 34    | 35    | 16       | 2     | .493  | 2236  | 514.0    | 547      | 91       | 175   | 3         | 18    | 405      | 25    | 6     | 307   | 294      | 5.15        | 1.40 |

- 굵은 글씨는 시즌 최고 성적.
- 롯데(롯데 오리온스)는 1992년 연고지 이전, 지바 롯데 마린스로 구단명을 변경.